# Pokrovske, Olevsk
Pokrovske (în ucraineană Покровське) este localitatea de reședință a comunei Komsomolske din raionul Olevsk, regiunea Jîtomîr, Ucraina.

## Demografie
Componența lingvistică a localității Pokrovske
     Ucraineană (99,86%)
     Alte limbi (0,14%)
Conform recensământului din 2001, majoritatea populației localității Pokrovske era vorbitoare de ucraineană (99,86%), existând în minoritate și vorbitori de alte limbi.